# Корнилов, Александр Александрович (старший)
Алекса́ндр Алекса́ндрович Корни́лов (7 октября 1834 — 10 февраля 1891, Варшава, Царство Польское, Российская империя) — русский военный журналист, участник Крымской войны, действительный тайный советник.

## Биография
Родился 7 октября 1834 году. Отец — Александр Петрович Корнилов, отставной капитан 2-го ранга, дворянин Тверской губернии (с. Рясня и др.). Мать — Татьяна Алексеевна Зайцева, дочь А. Д. Зайцева, русского генерала, сподвижника А. В. Суворова.
Поступив в Московский университет перед началом Крымской войны, 31 июня 1854 года он оставил университет и поступил на службу юнкером в 38-й флотский экипаж. В Севастополе А. А. Корнилов служил под начальством своего двоюродного дяди адмирала В. А. Корнилова. С 13 сентября 1854 года по 28 августа 1855 года находился в составе Черноморского флота и Севастопольского гарнизона. Он принимал участие в сражении против англо-французских войск при защите Севастополя на линейном корабле «Двенадцать апостолов», а с 2 февраля по 1 сентября 1855 года служил на пароходе «Владимир».
1857, 1858 и 1859 годы Корнилов провёл в кругосветном плавании на клипере «Пластун» и по возвращении из плавания был назначен флаг-офицером при командующем Черноморским флотом. В 1860 году назначен в число чинов для усиления Морского учёного комитета. К этому времени относится его участие в редакционных работах по «Морскому сборнику»; он несколько лет был помощником редактора этого журнала и заведовал его неофициальной частью. В этом журнале им было помещено множество статей и заметок на самые разные темы морского дела. 19 апреля 1864 года произведён в лейтенанты и некоторое время занимал должность вахтенного начальника на корвете «Витязь».
В начале 1866 года Корнилов перешёл в гражданскую службу и причислен к Государственному контролю. С конца 1871 года он служил в Привислянском крае, в 1876 году назначен управляющим Варшавской контрольной палатой. Затем недолгое время был управляющим канцелярией Одесского градоначальника и в 1883 году откомандирован в распоряжение Варшавского генерал-губернатора, в июле того же года назначен управляющим канцелярией Варшавского генерал-губернатора и оставался в той же должности до самой своей смерти, последовавшей 10 февраля 1891 года.

## Семья
Жена: Елизавета Супонёва (1840 — после 1917), дочь Николая Авдеевича Супонёва, который был правнуком императрицы Елизаветы Петровны.
Брат, Алексей Александрович Корнилов, также служил в Черноморском флоте и принимал участие в Синопском морском бою и Севастопольской обороне, в 1888 году был произведён в вице-адмиралы.
Сестра Екатерина — жена В. С. Кудрина.
Сыновья:
- Александр Александрович Корнилов (младший) — учёный, известный историк, член Центрального комитета, идеолог и один из лидеров партии кадетов.
- Николай Александрович Корнилов — контр-адмирал.

Дочери:
- Варвара Корнилова (1864—1900), жена Евгения Михайловича Васильева;
- Татьяна Корнилова, жена Николая Васильевича Харламова;
- Екатерина Корнилова, жена Н. В. Насонова;
- Елизавета Корнилова.